# Kommunalwahlrecht (Mecklenburg-Vorpommern)
Das Kommunalwahlrecht in Mecklenburg-Vorpommern regelt die Kommunalwahlen in Mecklenburg-Vorpommern. Gegenstand sind die Wahlen der Gemeindevertretungen und Kreistage sowie die Direktwahl der Bürgermeister und Landräte.

## Gesetze und Verordnungen
Die grundlegenden Rechtsquellen des Kommunalrechts in Mecklenburg-Vorpommern sind die Verfassung des Landes Mecklenburg-Vorpommern, die Kommunalverfassung für das Land Mecklenburg-Vorpommern (KV M-V), das Gesetz über die Wahlen im Land Mecklenburg-Vorpommern (LKWG M-V) sowie die Verordnung zum Wahlrecht und zu den Kosten der Landtagswahlen in Mecklenburg-Vorpommern (Landes- und Kommunalwahlordnung, LKWO M-V).

## Gemeindevertretungen und Kreistage
Die Gemeindevertretungen und Kreistage werden durch eine Verhältniswahl gewählt. Wahlgebiete mit bis zu 25.000 Einwohnern können, solche mit mehr als 25.000 Einwohnern müssen in mehrere Wahlbereiche eingeteilt werden. Wahlvorschläge können Parteien, Wählergruppen oder einzelne Personen, die selbst als Einzelbewerber kandidieren, machen. Sie werden jeweils für einen Wahlbereich aufgestellt, wobei Kandidierende in mehr als einem Wahlbereich aufgestellt werden dürfen.
Das aktive Wahlrecht hat jeder EU-Bürger, der das 16. Lebensjahr vollendet und seit mindestens 37 Tagen seinen Hauptwohnsitz im Wahlgebiet hat. Jeder Wahlberechtigte hat drei Stimmen, die er kumulieren oder panaschieren kann. Wählbar ist jeder Wahlberechtigte, der das 18. Lebensjahr vollendet hat  und seit mindestens drei Monaten seinen Hauptwohnsitz im Wahlgebiet hat.
Aufgrund eines Urteils des Landesverfassungsgerichts vom 14. Dezember 2000 wurde die bis dahin geltende Fünf-Prozent-Hürde für Parteien und Wählergruppen vom Gesetzgeber überprüft und gestrichen.
Die Wahlperiode dauert fünf Jahre. Die Mandate werden nach dem Quotenverfahren mit Restausgleich nach dem Hare/Niemeyer-Verfahren verteilt. Abhängig von der Einwohnerzahl der Gemeinde werden sechs bis 53 Gemeindevertreter gewählt.
| Einwohner           | Gemeindevertreter |
| ------------------- | ----------------- |
| bis 01.500          | 7                 |
| 501 bis 01.000      | 9                 |
| 1.001 bis 01.500    | 11                |
| 1.501 bis 03.000    | 13                |
| 3.001 bis 04.500    | 15                |
| 4.501 bis 06.000    | 17                |
| 6.001 bis 07.500    | 19                |
| 7.501 bis 10.000    | 21                |
| 10.001 bis 20.000   | 25                |
| 20.001 bis 30.000   | 29                |
| 30.001 bis 50.000   | 37                |
| 50.001 bis 75.000   | 43                |
| 75.001 bis 100.000  | 45                |
| 100.001 bis 150.000 | 47                |
| über 150.000        | 53                |

In ehrenamtlich verwalteten Gemeinden verringert sich die Anzahl der zu besetzenden Sitze in der Gemeindevertretung jeweils um eins, da der Bürgermeister Mitglied ist und ihr vorsitzt.

## Direktwahl der Bürgermeister und Landräte
Die Bürgermeister und Landräte werden in Mecklenburg-Vorpommern seit 1999 direkt gewählt. In größeren Städten gibt es einen Oberbürgermeister. Die Amtszeit beträgt in hauptamtlich verwalteten Gemeinden mindestens sieben und höchstens neun Jahre, Näheres regelt die Hauptsatzung. Die Wahl findet unabhängig von der Wahl des Gemeinderats statt. In ehrenamtlich verwalteten Gemeinden ist die Amtszeit des Bürgermeisters an die Wahlperiode der Gemeindevertretung gebunden, sie dauert also fünf Jahre. Der direkt gewählte Bürgermeister kann nur durch Bürgerentscheid abberufen werden.
Das aktive Wahlrecht entspricht dem bei den Gemeinderats- und Kreistagswahlen. Als ehrenamtlicher Bürgermeister (bei amtsangehörigen Gemeinden, die nicht die Geschäfte des Amtes führen) ist jeder Wahlberechtigte wählbar, der das 18. Lebensjahr vollendet hat. Für hauptamtliche Bürgermeister und Landräte gibt es eine Altersobergrenze, die Kandidaten dürfen zum Zeitpunkt der Wahl noch nicht das 60. Lebensjahr vollendet haben. Zudem müssen die übrigen Voraussetzungen für die Berufung in ein Beamtenverhältnis auf Zeit nach dem Landesbeamtengesetz erfüllt sein. Hauptamtliche Bürgermeister und Landräte können sich der Wiederwahl stellen, soweit sie am Wahltag noch nicht das 64. Lebensjahr vollendet haben.
Der Tag der Wahl hauptamtlicher Bürgermeister wird durch die Gemeindevertretung und der Tag der Wahl von Landräten durch den Kreistag festgelegt. Die Wahl darf frühestens sechs Monate und muss spätestens zwei Monate vor Ablauf der Amtszeit durchgeführt werden.
In einem ersten Wahlgang benötigen die Kandidaten zur Wahl zum Bürgermeister oder Landrat die absolute Mehrheit der gültigen Stimmen. Hat im ersten Wahlgang kein Kandidat die nötige Mehrheit, so findet am zweiten Sonntag nach der Wahl eine Stichwahl der beiden Bewerber mit den meisten Stimmen statt. Verzichtet einer der für die Stichwahl zugelassenen Bewerber auf die Teilnahme an der Wahl, so tritt an seine Stelle der Bewerber mit der nächsthöchsten Stimmenzahl. Steht im ersten oder zweiten Wahlgang nur ein Bewerber zur Wahl, muss dieser zusätzlich die Stimmen von mindestens 15 Prozent aller Wahlberechtigten auf sich vereinigen, um gewählt zu sein.